# Wimpassing an der Leitha
Wimpassing an der Leitha (kroatiska: Vimpas, ungerska: Vimpác) är en ort och kommun i Österrike. Den ligger i distriktet Eisenstadt-Umgebung i förbundslandet Burgenland, i den östra delen av landet, 30 km söder om huvudstaden Wien. Antalet invånare år 2023 är 1 734. Orten ligger vid floden Leitha och på andra sidan floden ligger orten Wampersdorf i Niederösterreich.